# Tandfries
Een tandfries is een gemetselde afscheiding van twee muurvlakken, gemaakt uit tandvormige baksteen.
De romaanse bouwkunst van Rome is er bekend om. Daar zijn ze veelvuldig toegepast in samengestelde kroon- en profiellijsten van kloostergangen, klokkentorens portalen en kerkgebouwen uit de 11e en 12e eeuw. In Italië gebruikt men er de naam denti di sega (zaagtand) voor.

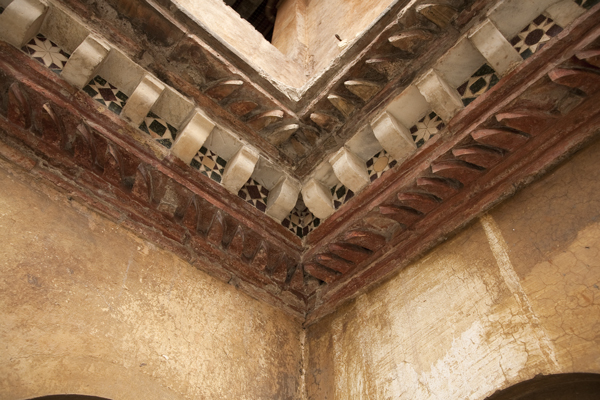
Een samengestelde profiellijst in de kloostergang van Santi Quattro Coronati, Rome
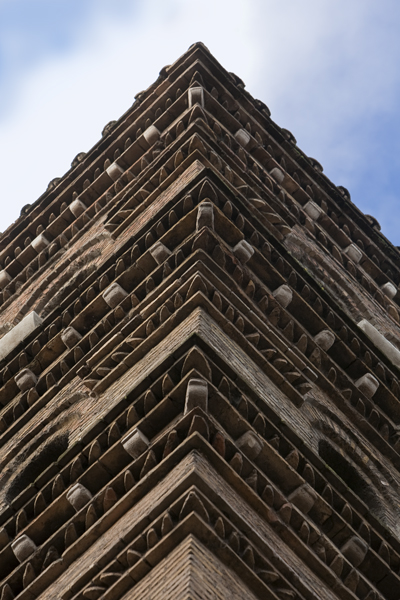
Torengeledingen van Santa Maria in Monticelli, Rome
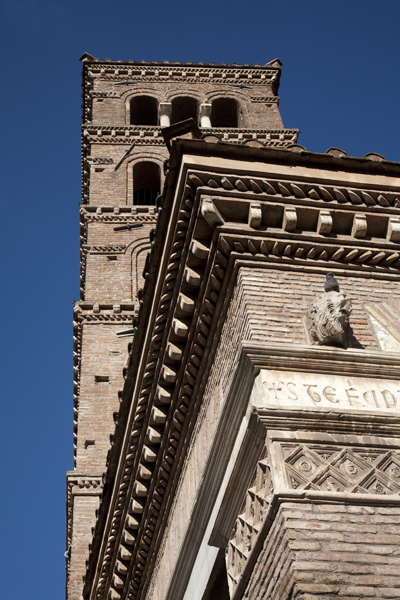
Tandfriezen in de campanile en het voorportaal van San Giorgio in Velabro, Rome